# Честное слово (газета)
«Честное слово» — российская межрегиональная газета, впервые изданная в 1997 году в Новосибирске.

## История
Первый номер газеты был выпущен 30 января 1997 года. Её организатором и главным редактором был Л. Г. Каурдаков. Для формирования читательского спроса вплоть до сентября 1997 года газета распространялась в Новосибирске бесплатно.
Начальный тираж достигал 100 000, но впосдедствии снизился до 32 000 экземпляров.
В 1999 году газета вышла за пределы Новосибирска, её представители появились в Томске, Барнауле, Новокузнецке и Кемерове. Весной этого года первая и последняя полосы «Честного слова» стали полноцветными.
К 2000 году газета присутствовала в Новосибирской, Томской, Кемеровской областях, Алтайском крае и Республике Алтай.

## Содержание
Значительная часть содержания посвящена вопросам региональной экономики. С начала XXI века издание фокусирует внимание на состоянии сельского хозяйства, машиностроения, нефтяной промышленности, угледобыче (за проявленный интерес к последней коллектив газеты получил благодарность администрации Кемеровской области).

## Общественная деятельность
При участии Института геологии нефти и газа СО РАН «Честное слово» начало проект по информированию общественности о топливно-энергетических проблемах Сибири.
Летом 2001 года на Алтае во время акции «Лес ради жизни» редакция издания высадила саженцы сосны на пяти гектарах ленточного бора, пострадавшего в 1999 году от пожара.
В 2003 году газета создала рубрику «Служба поиска» для восстановления утерянных контактов между людьми.
С 2003 по 2005 год «Честное слово» принимало участие в кампании против сооружения Алтайской ГЭС.

## Коллектив газеты
Журналисты: Н. Фомина, В. Чворо, А. Оконешников, А. Попова, О. Тарасюк, М. Абрамович, И. Федоськина, Н. Михайлова, О. Ярославцева, П. Голубев и т. д.
На протяжении долгого времени главную роль в графическом оформлении издания играл карикатурист И. Б. Елистратов.